# 平維茂

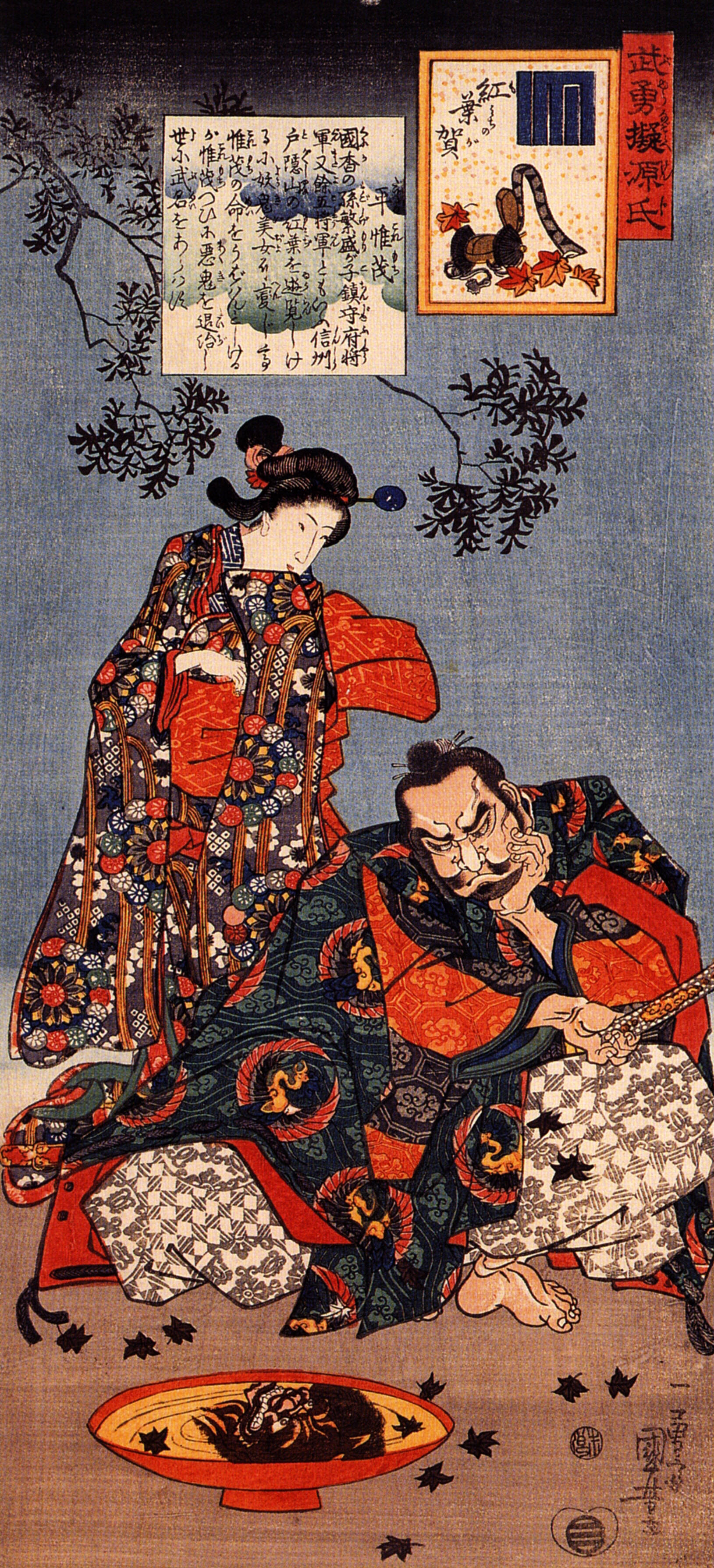
平維茂と悪鬼（歌川国芳『武勇擬源氏』）

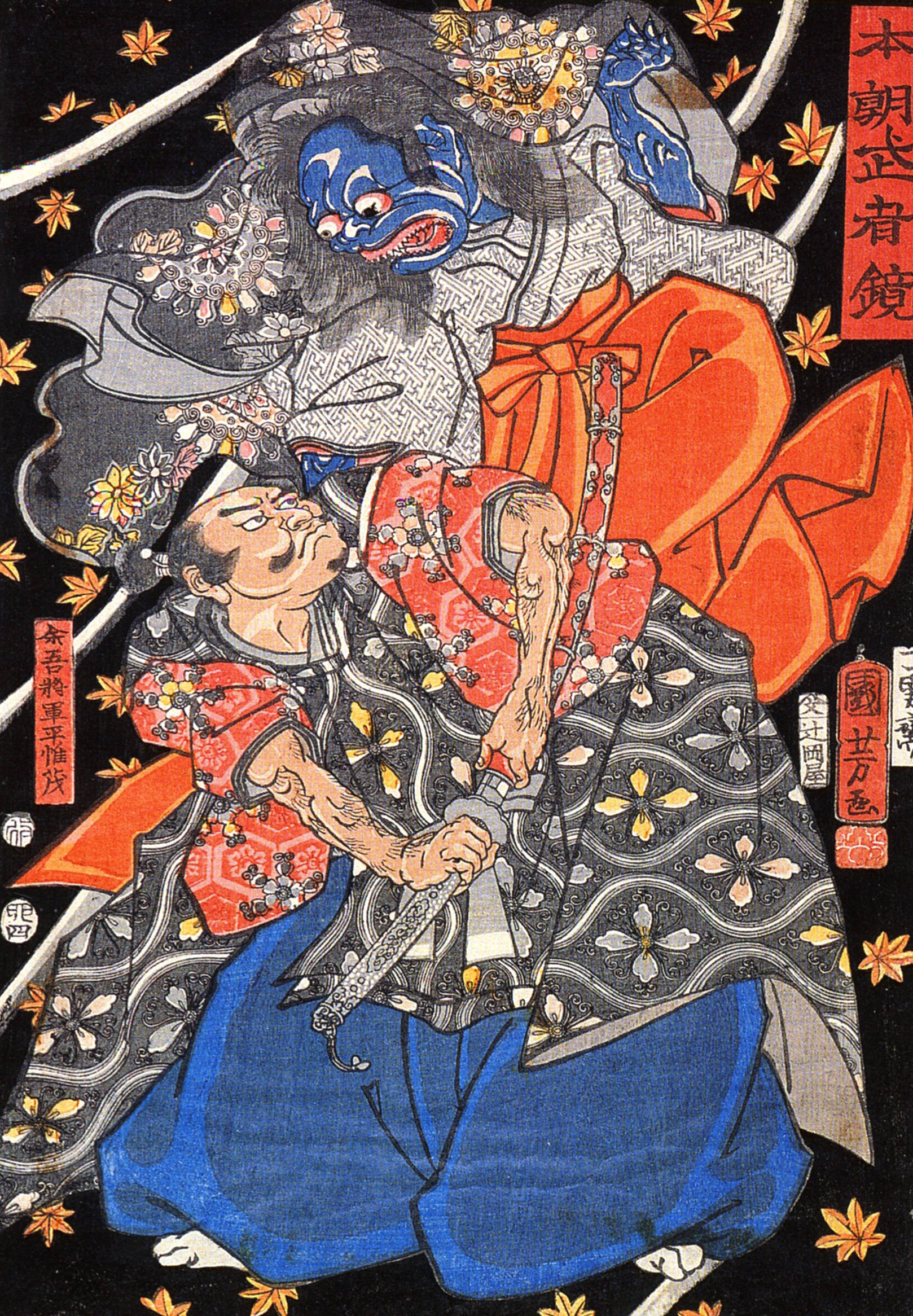
平維茂と悪鬼（歌川国芳『本朝武者鏡』）

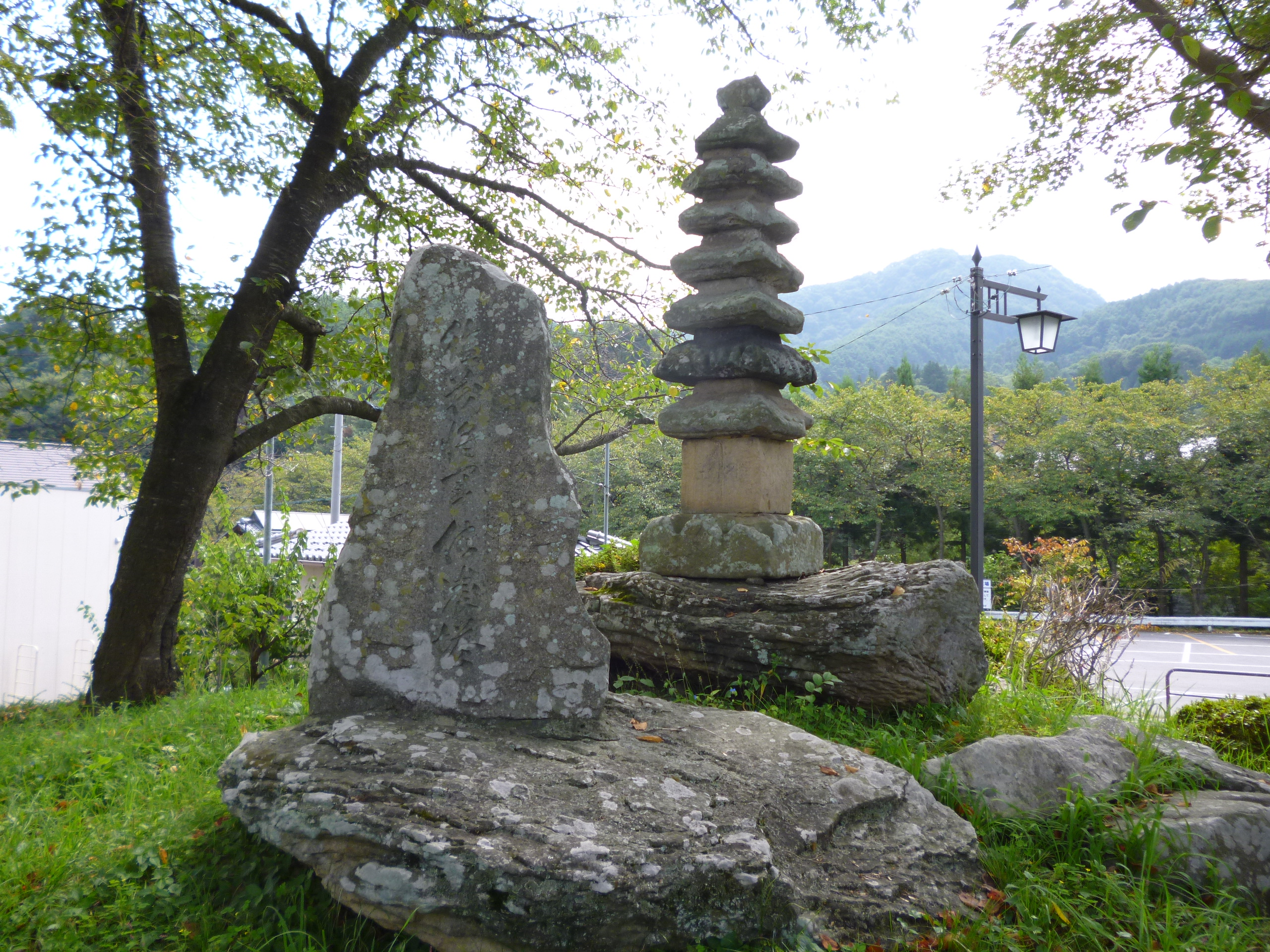
上田市別所の将軍塚、平維茂の墓との伝承があるが、実際には古墳時代の円墳。

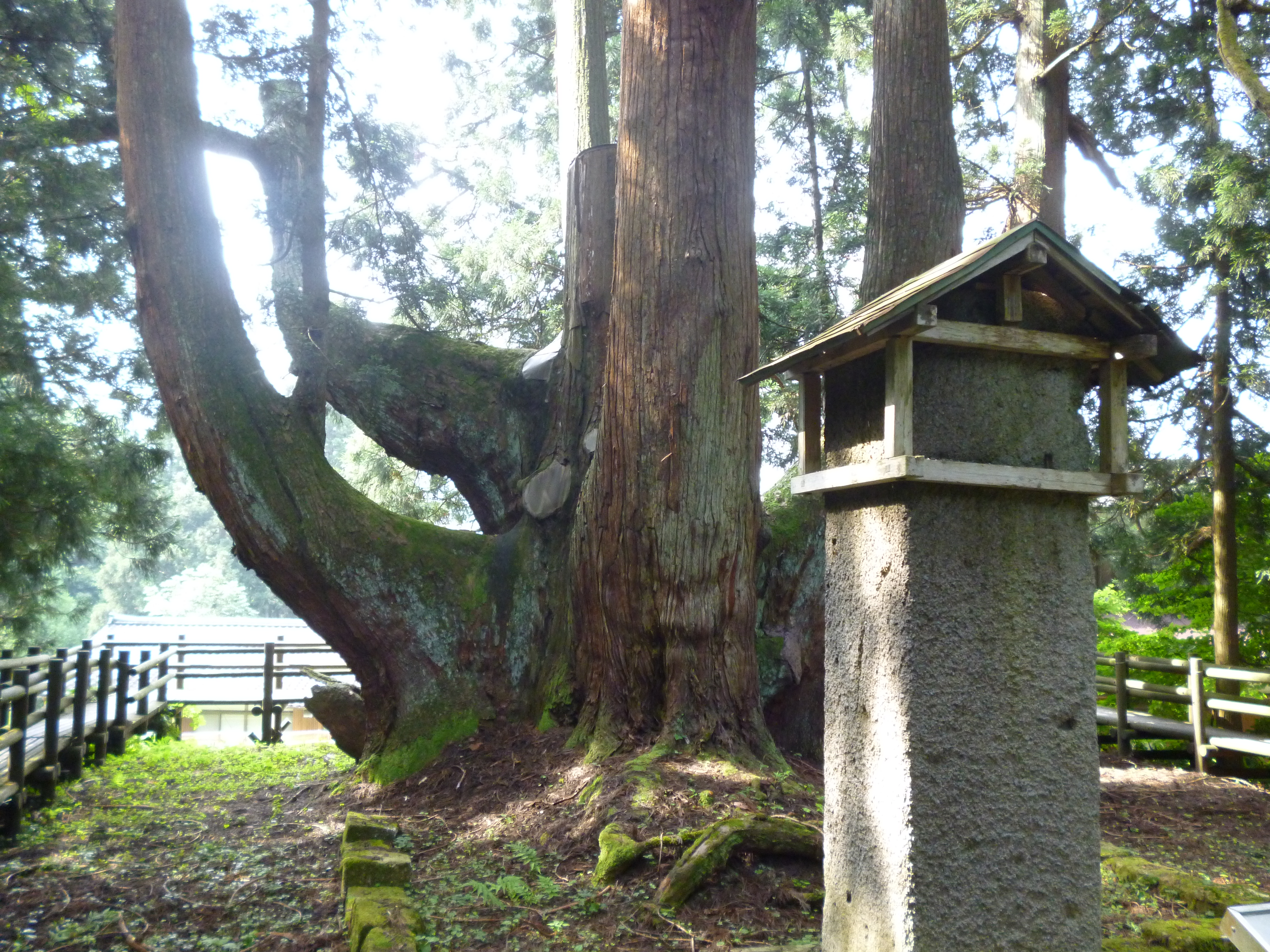
国の天然記念物、幹周り日本一将軍杉と手前は保科正之が建てた平維茂の墓碑。

平 維茂（たいら の これもち）は、平安時代中期の武将。大掾維茂とも呼ばれる。
野口実や森公章などは、「維茂と維良の活動時期が丁度空白同士を埋めるものであること」「維良は摂関家と結びついていたが、維茂やその後裔・城氏が拠点としたのが越後国の奥山荘であり、奥山荘が摂関家の所領であること」などから、維茂は平維良と同一人物であるとした。

## 生涯
平兼忠の子として誕生。生年は不明であるが、兼忠の長子で、しかも平貞盛の養子となっていることから、950年から970年代の頃に生まれたと考えられる。
天元3年（980年）に父・兼忠は出羽介で叙爵も済んでおり、この時にはすでに壮年に達していたはずである。また、養父である貞盛は貞元元年（976年）12月21日に石清水行幸料の御馬等の貢進の記事を最後に史料から姿を消しており、程なく死去したものと考えられるから、維茂の出生は少なくともこれ以前となる。
貞盛は多くの養子を取っており、子としては15番目だったことから、余五（十を超えた余りの五）君、また後に将軍となったと伝えられることから余五将軍と言われる。貞盛は甥や甥の子を集めて養子となし、武士団を構成していたが、貞盛の直系と繁盛の子孫とでは、官途に明確な差異が存在した。前者は蔵人、あるいは滝口の武士から衛府尉に進み受領に至る昇進コースを辿ったが、後者は地方軍事貴族の位職にとどまった。
長野県上田市にある霊泉寺には、安和元年（968年）に維茂が建立したという伝説がある。
また、近松門左衛門の『栬狩剣本地』では、安和2年（969年）に維茂が信濃国に赴いたとされた。
実際の維茂が初めて歴史の表舞台に現れるのは、『今昔物語集』巻第25第5「平維茂、藤原諸任を罰ちたる語」である。この逸話は、藤原実方が登場することから、長徳4年（999年）前後の出来事であった（『寛政重修諸家譜』「鈴木氏系図」では長保年間のこととされる。また、同系図によれば、この時維茂は出羽介であったという）。
当時、維茂は「国の内の然るべき兵」「国の然るべき者」として陸奥国府に詰めていた。
維茂は陸奥国において、沢胯（現・福島市）四郎・藤原諸任という有力者と、所領を巡って争論になり、国司・藤原実方が調停に入っても解決には至らず、そのまま国司が死亡してしまい、ついに互いに軍勢を集めて武力衝突寸前となった。維茂の軍は約3000人、諸任の軍は約1000人であり、劣勢と見た諸任は、戦いを回避したい旨を維茂に伝え、維茂も軍を解散したため、軍事衝突は回避された。
だが数ヶ月後、諸任の軍勢が突如維茂の屋敷を夜襲した。維茂は妻子（子供は後の平繁貞）と裏山に逃げ、家臣たちが必死に抗戦するも、屋敷は焼かれ、80人程が殺されてしまう。遺体は焼け焦げていて、人の判別がつかなかったものの、諸任は維茂も死亡したと思い、撤兵した。その後、諸任は事の顛末を報告するため、妻の兄である大君（橘好則）の屋敷に立ち寄った。好則は「維茂の首を取るまでは安心できない」と主張するが、諸任は「館を包囲して全て焼き払ったので問題ない」と聞く耳を持たなかった。好則の屋敷を去った後、諸任の軍は戦勝を祝して野外で宴会を開いた。
夜が明けると、維茂の災難を知った一族郎党の者たちが駆けつけた。郎党たちは「後日また準備を整えて諸任を殺しましょう」と進言したものの、それに対して維茂は「たとえ勝算が無くとも、武士として命がけで恥をすすぐべき」と主張し、郎党たちもこれに同意したため、100あまりの兵馬を集め、出陣した。
その頃、夜を徹して戦った諸任の軍勢4.500人は、酒に酔って野原で寝ていたが、維茂の軍はそこに襲いかかり、諸任を殺害した。さらに、維茂軍はそのままの勢いで諸任の屋敷をも襲撃した。維茂はまず諸任の妻を捕らえ、逃した後に、諸任の家に火をつけ、男は皆殺しにした。その後に維茂は諸任の妻を兄・好則の屋敷に送り届けた。この出来事により、平維茂の名は東国8ヵ国でいよいよ高まったという。
維茂が陸奥国で軍事貴族としての地位を築き上げられていたのは、鎮守府将軍・平貞盛と陸奥守・平維叙の地位を継承したからであると考えられる。
同じく『今昔物語集』巻第25第4「平維茂が郎党、殺され話」では、陸奥国で活動していた維茂が上総守（実際には上総国は親王任国なので介）として上総国に下向した実父・平兼忠を訪問しているが、これは『平安遺文』408号から長保3年（1001年）前後のことであると考えられる。
長保5年（1003年）には、下総国司・宮道義行の苛政に対抗するために、また、上総介であった父・平兼忠を後ろ盾とし、平氏の勢力を拡大するために、下総国府を焼討ちして官物を掠奪した。押領使・藤原惟風の追補を受け、越後国に逃亡した。この際、越後守源為文が朝廷に惟風の追捕を停止するように言上しているため、維茂（と後の城氏）は既にこの時には越後国に拠点を持っていた可能性がある。また、宮道義行は藤原氏の小野宮流に仕えており、維茂の祖父・平繁盛は藤原師輔（藤原氏九条流）に仕えているため、維茂も九条流に仕える武士として小野宮流に仕える義行を攻撃し、後に藤原道長に擁護され、罪に服することはなかったものと考えられる。
長和3年（1014年）には「将軍維良」として名が見え、五位に叙され、既に鎮守府将軍に任命されていることがわかる。維良＝維茂が鎮守府将軍となる以前は、代々秀郷流藤原氏が任命されていたが、秀郷流である藤原諸任を討伐したために、維茂が鎮守府将軍に任命された。また、藤原道長に対して莫大な献上品を奉納している。
長和4年（1015年）には鎮守府将軍を重任した。
寛仁2年（1018年）8月には陸奥守・藤原貞仲と紛争を起こしている。これは、陸奥国が献上すべき品物のうち、馬と砂金は鎮守府将軍が用意することになっていたものの、維茂がそれを怠ったからではないかとされる。貞仲は維茂以上に道長と関係が深かったため、維茂は道長に見限られ、鎮守府将軍に再任されず、陸奥国に安定した勢力を扶植できなかった。
治安2年（1022年）4月13日に死亡した。
他にも、長和元年（1012年）閏10月16日、同4年（1015年）11月3日、同5年（1016年）11月6日に藤原道長に馬などを献上している。
『後拾遺往生伝』中巻には平維茂が仏教に帰依した事がつづられている。恵心院の源信僧都（げんしん そうず）に帰依し極楽往生を願い臨終間際に極楽迎接曼荼羅（ごくらくぎょうしょうまんだら）を授かったとし、享年八十才と記している。『元亨釈書』にも『後拾遺往生伝』とほぼ同じ記述がある。ただし、以上の史料は維茂の死後数百年が経ってから記されたものであり、信用することはできない。
『吾妻鏡』の第八巻の文治四年（1188年）九月十四日の条には城四郎長茂の祖先が平維茂だと記されている。
その他信濃守の頃の伝承は能の演目『紅葉狩』等として劇化されており、広く知られる。『尊卑分脈』では平貞盛の弟・繁盛の子で兼忠（上総介・出羽守従五位上）の弟とある。官位官職には鎮守府将軍（或いは非将軍云々）・信濃守・従五位上。その他「帯刀奥山城鬼等流」「世人号余五将軍」の注記がある。『続群書類従』収録の「桓武平氏系図」でも繁盛の子となっており「同将軍号余五」「将軍出羽介」と注記がある。

## 系譜
- 父：平兼忠?
- 母：斎部俊成女
- 養父：平貞盛
- 妻：土佐守藤原季国娘
- 生母不明
  - 長男：平繁貞
  - 男子：平繁兼
  - 男子：平繁茂
  - 男子：平繁職
  - 男子：平良衡
  - 三男：平重成
  - 男子：平安忠?

## 子孫
長男・繁貞は越後において勢力を得たが、その子孫は奥山を名字とし京都で検非違使となるなど、朝廷に仕える武士として続いた。子孫には奥山度繁や、その娘の阿仏尼がいる。また、信濃和田氏も繁貞の末裔であると考えられる。
三男の平重成（繁成とも）は秋田城介（国司）として越後国に土着し（城氏）、前九年の役の鬼切部の戦いに参戦した。その子の平貞成は、秋田城在庁勢力や、出羽守であった源兼長、源斉頼、また清原光頼と通じ、源頼義の陸奥国における軍事行動に非協力的な態度を取った。貞成の子は平永盛、孫は城助国、曾孫は城資永、助茂（長茂）、坂額御前である。
また、『桓武平氏諸流系図』には、清原成衡に「実直成子」の注記を付するが、「直成」が維茂の孫の貞成の誤記であるとする説も存在する。
『岩城代々之系図』によれば、維茂の子・平安忠を祖とし、平則道、平貞衡、平繁衡、平忠衡と続き、忠衡の子である隆行（成衡）が陸奥に下り、藤原清衡の女婿となり、妻との間に五人の子供をもうけたとされる。長男が平隆祐で楢葉郡を、次男・平隆衡（隆平）は岩城郡を、三男・平隆久は岩崎郡を、四男・平隆義は標葉郡を、五男・平隆行は行方郡を所領としたという。

## 墓所
- 長野県上田市別所には将軍塚と呼ばれる平維茂の墓がある。地誌の『信府統記』(1724年享保9年)では平維茂が鬼女紅葉との戦いで17ヶ所の傷を負いこの地で果てたとされるが、将軍塚の案内板には古墳時代後期の円墳と記されている。また上田市別所にある北向観音は平維茂によって大改修されたと『信府統記』、『信濃奇勝録』(1834年天保5年、出版は明治20年)、『善光寺道名所図会』(1849年嘉永2年)にそれぞれ書かれている。
- 新潟県東蒲原郡阿賀町岩谷には平維茂が建立したと云われる平等寺がある。平維茂が阿賀野川を船で下っていると金色に光る小さな薬師如来像を見つけ建立した。境内脇には将軍スギがあり傍らには会津藩初代藩主の保科正之によって建立された「鎮守府将軍平維茂碑並銘」がある。

## 伝説

### 紅葉伝説
長野県長野市戸隠・鬼無里など鬼女紅葉伝説があり、勅命を受けた平維茂が八幡大菩薩より授かった破邪の刀でこれを退治する話が広く伝えられている。平維茂が戸隠山（荒倉山）で鬼退治したとする書物は江戸時代以降で『大日本史』（第140巻・列伝67）や『和漢三才図会』（信濃・戸隠明神）に記述がある。また信濃の地誌である『信府統記』、『菅江真澄遊覧記』（1784年天明4年）の記述、『信濃奇勝録』、『善光寺道名所図会』等々に記述がある。ストーリーは謡曲『紅葉狩』に沿ったものや北向山霊験記戸隠山鬼女紅葉退治之傳全など近年に創作されたものに影響されている。

### 御前ヶ鼻（淵）（ごぜんがはな）
平維茂の墓所とされる新潟県東蒲原郡阿賀町には維茂の夫人（御前ヶ遊窟・ごぜんがゆう）が川に身を投げた伝説がある。『維茂夫人は御前ヶ遊窟（ごぜんがゆう）という山深い洞窟に住んでいました。夫である維茂の死期が近くなり、3月10日の明方までに来なければ間に合わないと知らせが届きました。夫人は急いで夫の元へ駆け付けるが夜明けの鶏の声を聞き、夫の死を悟った夫人は阿賀野川へ身を投げてしまいます。身を投げた場所を御前ヶ鼻（ごぜんがはな）といいます。しかし鶏の声は天邪鬼（あまのじゃく）のいたずらだった。それ以来この土地の人は鶏を食べないと云われます』

## 関連文献
- 野口実『中世東国武士団の研究』（増補改訂）戎光祥出版〈戎光祥研究叢書〉、2021年。ISBN 9784864033701。全国書誌番号:23474986。

## 関連資料
- 今昔物語集
- 後拾遺往生伝
- 吾妻鏡
- 元亨釈書
- 尊卑分脈
- 大日本史
- 和漢三才図会
- 信府統記
- 菅江真澄遊覧記
- 信濃奇勝録
- 善光寺道名所図会
- 北向山霊験記戸隠山鬼女紅葉退治之傳全
- 「鎮守府将軍平維茂碑並銘」名将平維茂・平成15年 新潟県東蒲原郡三川村教育委員会発行